# Cerqueto
Cerqueto is een plaats (frazione) in de Italiaanse gemeente Marsciano.